# Bram Pais
Abraham (Bram) Pais (Amsterdam, 19 mei 1918 - Kopenhagen, 28 juli 2000) was een Joods-Nederlands-Amerikaanse natuurkundige en wetenschapshistoricus.
Hij promoveerde aan de Universiteit Utrecht vlak voor een verbod van de Duitse bezetter tijdens de Tweede Wereldoorlog. Hij dook onder, werd later gearresteerd maar werd gered door het einde van de oorlog. Pais werd assistent van Niels Bohr in Denemarken en later collega van Albert Einstein aan het Institute for Advanced Study in Princeton. Pais droeg veel bij aan de theoretische natuurkunde en begon op latere leeftijd een tweede carrière als wetenschapshistoricus met boeken over Albert Einstein en Niels Bohr. Tot zijn pensioen was hij hoogleraar natuurkunde aan de Rockefeller University.

## Biografie

### Jeugd
Pais werd geboren als oudste zoon van Joodse ouders uit de middenklasse. Zijn vader, Isaiah "Jacques" Pais, stamde af van Sefardische Joden uit het Iberisch Schiereiland, waarschijnlijk Portugal. Zijn moeder, Kaatje "Cato" van Kleeff, was de dochter van een Asjkenazische diamantslijper. Beide ouders waren onderwijzer. Zijn enige zus Annie, werd geboren in 1920. Tijdens Pais' jeugd was zijn vader onderwijzer en later schoolhoofd van de Sefardisch joodse school.
Pais had een prettige jeugd en was een uitstekende leerling, die veel las. Op zijn twaalfde haalde hij zijn toelatingsexamen voor de HBS. Hij deed later eindexamen als beste van zijn klas.

### Studie
In 1935 begon Pais met zijn studie aan de Universiteit van Amsterdam, zonder dat hij precies wist wat hij wilde. Gastcolleges van George Uhlenbeck van de Universiteit Utrecht over Enrico Fermi's werk aan neutrino's bij het bètaverval wekten zijn belangstelling. In 1938 haalde Pais kandidaatsexamens in wiskunde en in natuurkunde, met bijvakken sterrenkunde en scheikunde.
Hij werkte na zijn doctoraal als assistent van Léon Rosenfeld en promoveerde in theoretische natuurkunde op 9 juni 1941, vijf dagen voor het verbod van de Duitsers op promoties van Joden.

### Oorlogstijd

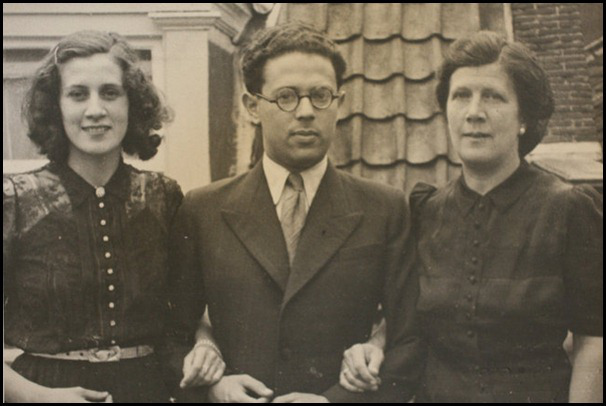
Pais in 1941 met links zijn toenmalige verloofde Tineke Buchter en haar moeder

In 1943 dook Pais onder, onder meer met zijn studievriend Lion Nordheim, diens vrouw Jeanne en haar zus Trusha van Amerongen. Pais wist contact te houden met de natuurkundigen Hendrik Kramers en Lambertus Broer. In maart 1945 werden ze verraden en gearresteerd door de Duitsers. De vrouwen werd snel vrijgelaten, maar Pais zat tot een paar dagen voor de bevrijding vast. Nordheim werd op 15 april 1945 geëxecuteerd als represaillemaatregel.

### Loopbaan in deeltjesfysica
Tijdens de Tweede Wereldoorlog was Pais' proefschrift Niels Bohr onder ogen gekomen. Bohr nodigde Pais uit naar Denemarken te komen en zijn assistent te worden, maar Pais moest onderduiken voor hij kon vertrekken. In 1946 kon Pais de uitnodiging aanvaarden. Hij werkte een jaar bij Bohr thuis in Tisvilde als zijn persoonlijke assistent.
In 1947 aanvaardde hij een positie aan het Institute for Advanced Study in Princeton in de Verenigde Staten zodat hij collega werd van Albert Einstein.
De volgende 25 jaar werkte hij aan de theorie van elementaire deeltjes. Zijn belangstelling ging vooral uit naar kwantumveldentheorie en symmetrie. Tot zijn belangrijkste bijdragen behoren een nauwkeurige definitie van G-pariteit met Res Jost en zijn aanpak van SU(6) symmetry breaking.
Hij nam deel aan twee doorbraken. De eerste was het idee van de "associated production" om de vreemde eigenschappen van de strange particles te verklaren. Met Murray Gell-Mann voerde hij het kwantumgetal strangeness in. Het tweede idee was de theorie van Pais en Gell-Mann voor de structuur van het langlevende neutrale kaon (KL). Dit leek in strijd met het klassieke deeltjesbegrip, maar bleek later juist te zijn.
In 1956 werd hij genaturaliseerd tot burger van de VS.
In 1963 werd Pais hoogleraar aan de Rockefeller University in New York als hoofd van de sectie theoretische natuurkunde. Hij besloot zijn loopbaan daar als Detlev W. Bronk-professor emeritus.

### Wetenschapshistoricus
Aan het eind van jaren zeventig kreeg Pais belangstelling om de geschiedenis van de moderne natuurkunde te beschrijven, omdat hij vele belangrijke figuren gekend had en zowel de cultuur als de wetenschap beheerste.
Pais werd in brede kring bekend door zijn biografie van Albert Einstein, Subtle is the Lord: The science and the life of Albert Einstein (Oxford University Press, 1982), en het vervolg, Einstein Lived Here (Clarendon Press/Oxford University Press, 1994).
Zijn boek Inward Bound: Of matter and forces in the physical world (Clarendon Press/Oxford University Press, 1988) beschrijft de geschiedenis van de natuurkunde in de voorafgaande eeuw.
In 1991 publiceerde hij Niels Bohr's Times: In physics, philosophy, and polity (Clarendon Press/Oxford University Press, 1991).
In 1995 werkte hij samen met Laurie M. Brown en Sir Brian Pippard aan een bundel in drie delen met belangrijke artikelen in de moderne natuurkunde (Twentieth Century Physics (American Institute of Physics and the Institute of Physics, U.K., 1995).
A Tale of Two Continents: A physicist's life in a turbulent world (Princeton University Press, 1997) werd zijn autobiografie.
Zijn boek The Genius of Science: A portrait gallery (Oxford University Press, 2000) bevat biografieën van twaalf beroemde natuurkundigen die hij persoonlijk had gekend, onder meer Paul Dirac, Max Born, Wolfgang Pauli, Mitchell Feigenbaum, John von Neumann, Res Jost, Isidor Rabi, Viktor Weisskopf en Eugene Wigner.
Vlak voor zijn dood werkte Pais nog aan een biografie van Robert Oppenheimer die werd voltooid door Robert P. Crease en na zijn dood uitgegeven als J. Robert Oppenheimer: A life (Oxford University Press, 2006). Het is tot dusver de uitgebreidste biografie van Oppenheimer.

### Laatste jaren
Na zijn pensioen woonden hij en zijn Deense vrouw de helft van de tijd in Denemarken waar hij werkte bij het Niels Bohr-instituut.
Bram Pais overleed op 82-jarige leeftijd in Denemarken aan een hartaanval.